# Aleksandr Travin
Aleksandr Konstantinovitsj Travin (Russisch: Александр Константинович Травин) (Moskou, 23 juli 1937 - Moskou, 15 februari 1989) was een voormalig basketbalspeler die uitkwam voor het nationale team van de Sovjet-Unie.

## Carrière
Travin was een één meter negenentachtig lange Point-guard. Travin begon in 1958 bij CSKA Moskou. Met CSKA werd Travin zes keer landskampioen van de Sovjet-Unie in 1960, 1961, 1962, 1964, 1965 en 1966. In 1961 won hij met CSKA Moskou de EuroLeague door SKA Riga uit de Sovjet-Unie met een totaalscore over twee wedstrijden met 148-128 te verslaan. Travin maakte in die twee wedstrijden negentien punten. In 1963 won hij weer met CSKA Moskou de EuroLeague door Real Madrid uit Spanje over drie wedstrijden met een totaalscore van 259-240 te verslaan. In 1965 verloor Travin met CSKA Moskou de finale van de EuroLeague van hetzelfde Real Madrid over twee wedstrijden met een totaalscore van 150-157. In 1963 werd Travin landskampioen van de Sovjet-Unie met de RSFSR Moskou. In 1967 stopte Travin met basketballen. Hij studeerde af aan de Smolensk Instituut voor Lichamelijke Opvoeding. Kreeg de onderscheiding Meester in de sport van de Sovjet-Unie in 1964 en twee keer de Medaille voor Voortreffelijke Prestaties tijdens de Arbeid. Van 1977 t/m 1979 was Travin coach in Oost-Duitsland van de Groep van de Sovjet-troepen, die optrad in het kampioenschap van de USSR strijdkrachten.
Travin won met het basketbalteam van de Sovjet-Unie zilver op de Olympische Spelen in 1964 in Tokio. Ook won Travin goud op het Wereldkampioenschap in 1967 en brons in 1963. Travin won goud op het Europees Kampioenschap in 1963 en 1965.
Konstantin Travin is de vader van Aleksandr Travin, die een basketbalspeler en basketbalcoach was van het nationale team van de Sovjet-Unie.

## Erelijst
- Landskampioen Sovjet-Unie: 7
  - Winnaar: 1960, 1961, 1962, 1963, 1964, 1965, 1966
  - Tweede: 1958
  - Derde: 1967
- EuroLeague: 2
  - Winnaar: 1961, 1973
  - Runner-up: 1965
- Olympische Spelen:
  - Zilver: 1964
- Wereldkampioenschap: 1
  - Goud: 1967
  - Brons: 1963
- Europees Kampioenschap: 2
  - Goud: 1963, 1965